# Vismarkt (Groningen)

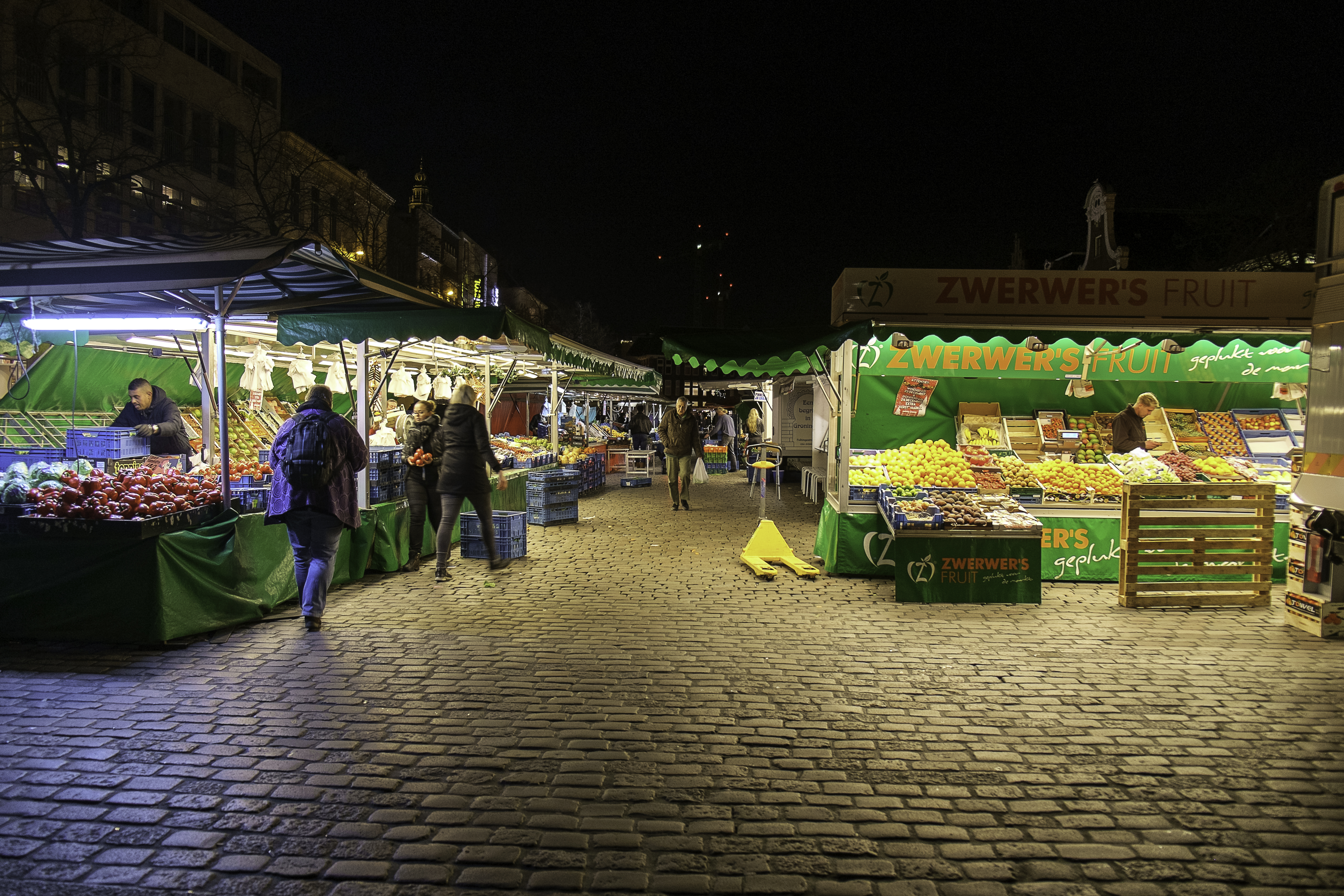
Marktkramen op de Vismarkt (2015)

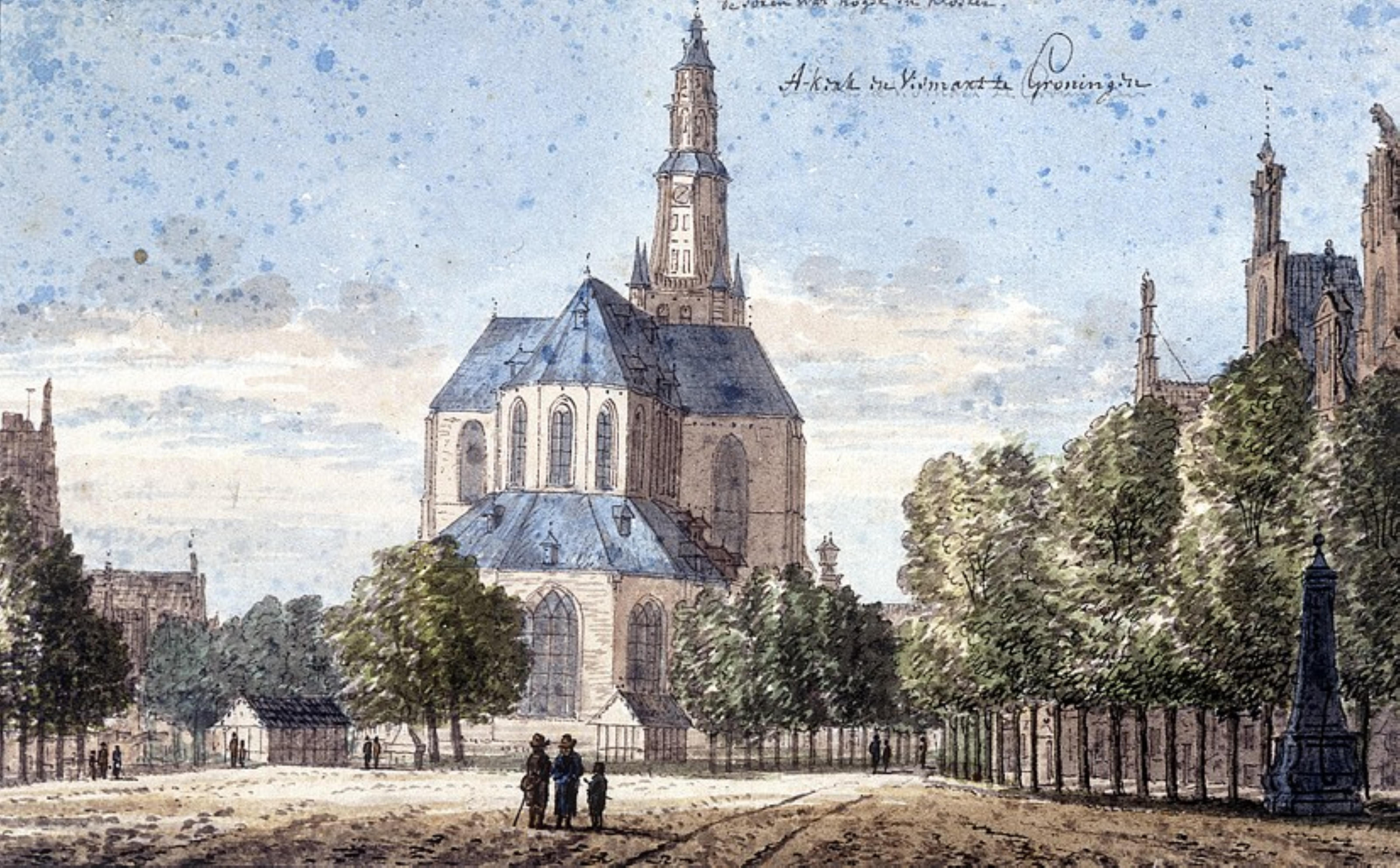
Tekening van Jan Bulthuis van de Vismarkt met de Der Aa-kerk in 1774. Rechtsvoor de vroegere pomp die tot 1910 op de Vismarkt stond

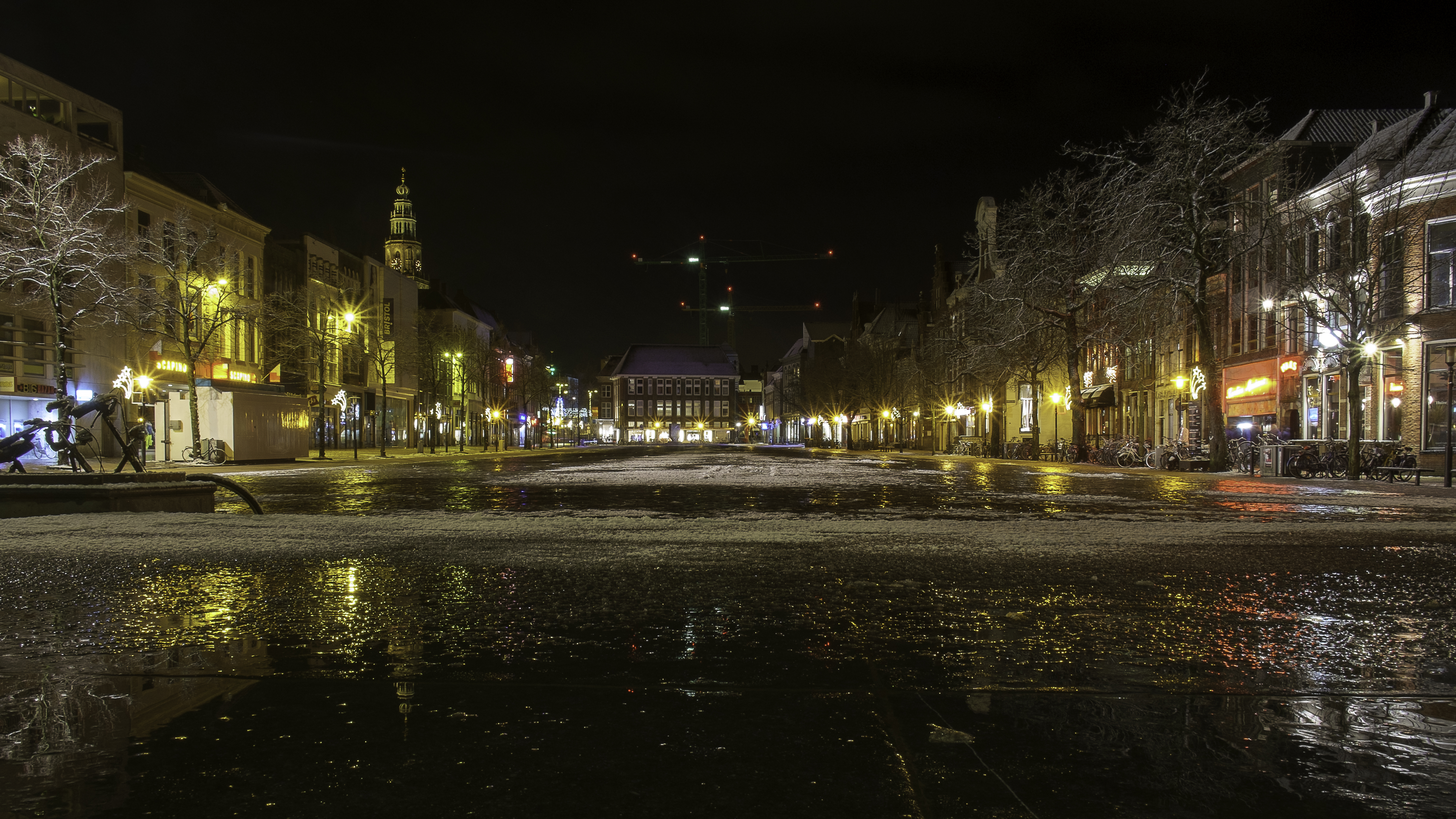
Vismarkt bij nacht (2016), vanaf de Korenbeurs in oostelijke richting. Op de achtergrond de hijskranen boven de voormalige bouwput van het Forum Groningen.

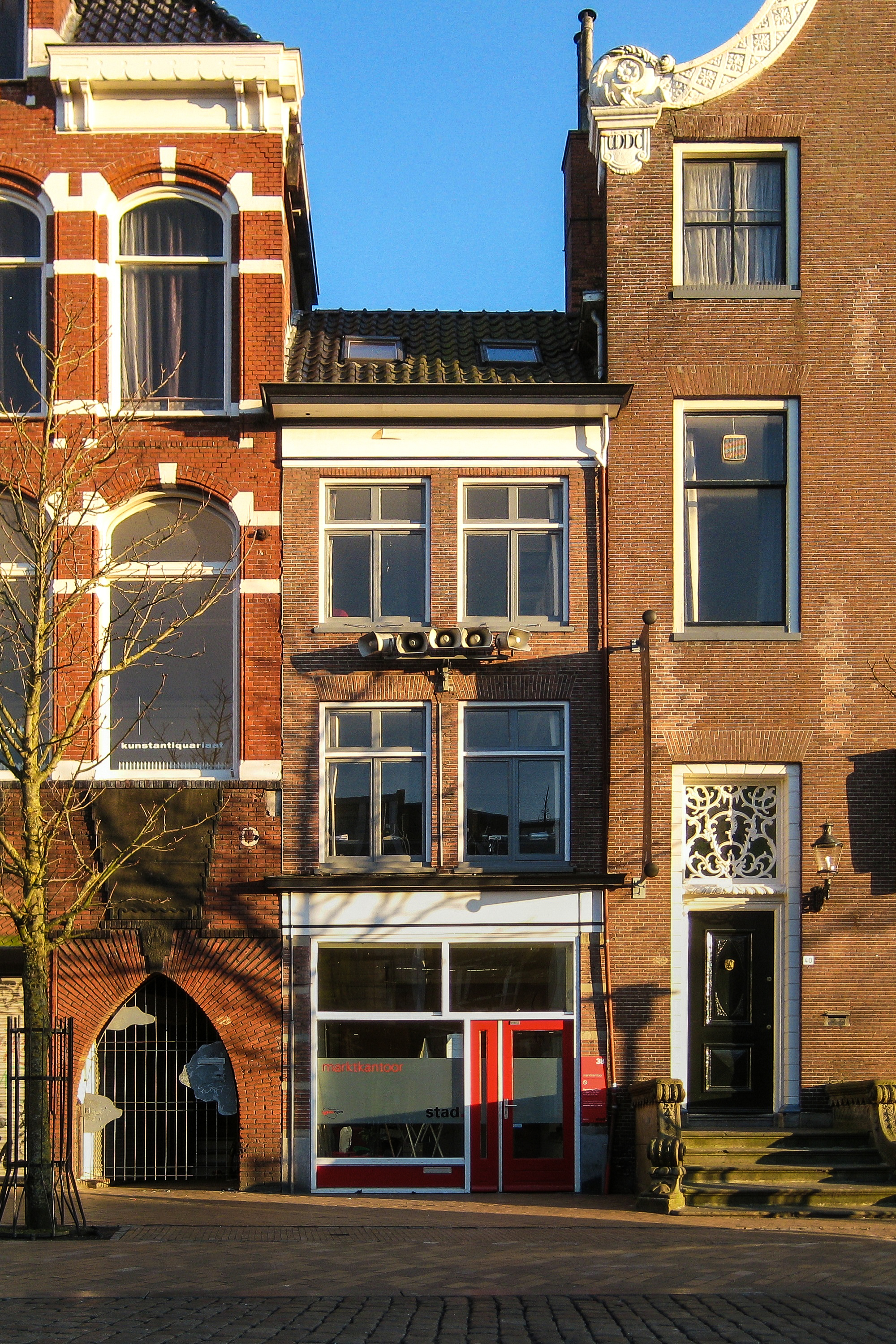
Het marktkantoor (2013)

De Vismarkt is een van de drie open ruimtes in de binnenstad van Groningen. Het is een langwerpig, rechthoekig plein. Aan de oostzijde wordt de markt begrensd door bebouwing die wordt onderbroken door het Koude gat en Tussen beide markten, aan de westzijde wordt de markt afgesloten door de Korenbeurs, met daarachter de Akerk, waar aan weerszijden de Akerkhof langsloopt.
De naam Vismarkt wordt voor het eerst gebruikt in het begin van de vijftiende eeuw. Voordien stond de plek bekend als  Langestraat. De naam verwijst naar het soort markt dat er regelmatig werd (en nog steeds wordt) gehouden.
De noordzijde van de Vismarkt staat in Groningen bekend als Glènne Riepe. Die kant van de markt staat bekend als de minst fraaie. Aan deze kant werd in 1904 het eerste warenhuis van Groningen gebouwd; de Grand Bazar Français. Aan de zuidzijde staat nog een aantal historische panden. Aan die zijde bevindt zich ook Huize Maas. Op de hoek van de Folkingestraat is het café Huis de Beurs gevestigd. Daarnaast komen de Pelsterstraat en de Haddingestraat uit op de zuidzijde van de Vismarkt.
Aan de oostzijde van de Vismarkt staat een monumentaal pand dat gebouwd is in de jaren 30. Aan de rechterzijde van dit pand is een doorgang gelegen die toegang biedt tot de Herestraat: het Tingtangstraatje. Deze steeg heeft zijn naam te danken aan de grote koperen klok die voorheen bevestigd was aan de kop van de Oost-Noordzijde van de Vismarkt. Aan de andere kant van het pand loopt de weg Tussen Beide Markten naar de Grote Markt.
De Vismarkt is elk jaar het decor voor de finish van de 4 Mijl van Groningen.

## Geschiedenis
In het verleden is wel geopperd dat de Vismarkt oorspronkelijk een opvaart van de Drentsche Aa is geweest en als zodanig een haven geweest zou zijn. Voor die theorie is echter geen enkel archeologisch bewijs gevonden.
Een vermoeden bestaat dat het stratenpatroon van de Groningse binnenstad gestoeld is op dat van steden uit de Romeinse tijd. De Vismarkt zou in die visie oorspronkelijk bedoeld zijn als het centrale plein van de stad; de Grote Markt zou dan pas later zijn ontstaan.
In 1914 stond op de Vismarkt tijdelijk een fontein, dat was ter gelegenheid van het 300-jarig bestaan van de universiteit.

## Monumenten
Aan de Vismarkt staan 17 panden die beschermd worden als rijksmonument. De Korenbeurs staat ook aan de Vismarkt, maar heeft als adres Akerkhof. Twaalf panden worden beschermd als gemeentelijk monument.
| Adres         | Bouwjaar                                       | Beschrijving | Monument   | Foto                        |
| ------------- | ---------------------------------------------- | --- | ---------- | --------------------------- |
| Vismarkt 3    | 19e eeuw                                       | Drielaags pand met mezzanine onder plat dak met eindschild | GM 103438  |                             |
| Vismarkt 5    | 15e/16e eeuw                                   | Drielaags pand met plat dak met eindschild | GM 103449  |                             |
| Vismarkt 6    | 1840                                           | Winkelhuis in classicistische bouwstijl in verlengde van het Koude Gat, aan het einde van het Tingtangstraatje. | RM 486633  | Vismarkt 6                  |
| Vismarkt 10   | 15e eeuw, ouder is goed mogelijk               | Voorhuis met achterhuis en aanbouw, drielaags, voorgevel uit 1902 | GM 103455  |                             |
| Vismarkt 12   | 15e/16e eeuw                                   | Linkerhelft van dubbel pand, zes traveeën breed, drielaags met schilddak | RM 18716   | Vismarkt 12                 |
| Vismarkt 12-1 | 15e/16e eeuw                                   | Rechterhelft van dubbelpand, zes traveeën breed, drielaags met schilddak | RM 18717   | Vismarkt 12-1               |
| Vismarkt 14   | 15e eeuw                                       | Drievensters breed pand, drielaags met kroonlijst onder schilddak | RM 18718   | Vismarkt 14                 |
| Vismarkt 16   |                                                | Drielaags pand onder schilddak | RM 18719   | Vismarkt 16                 |
| Vismarkt 18   | 1938                                           | Meubelmagazijn, ontworpen door E. van Linge in stijl van Delftse School, daarbij werd het oude pand van de Waalse kerk met een laag opgehoogd, kerk gebouwd in 1858 naar ontwerp van H.J. Geerts. Van de kerk resteren nog de ramen aan de zijkant. | BBP 103687 | Het grote witte pand rechts |
| Vismarkt 19   | Late middeleeuwen                              | Drielaags voorhuis met schilddak, achterhuis 16e eeuw. In het voorhuis zijn middeleeuwse plafondschilderingen aanwezig. (verstopt onder verlaagd winkelplafond)                                                                                     | GM 103451  |                             |
| Vismarkt 20   | 1897                                           | Woonhuis in art-nouveau-stijl. | RM 486641  | Vismarkt 20                 |
| Vismarkt 22   | 1897                                           | Winkel met bovenwoning, ontworpen door P.M.A. Huurman | RM 486649  | Vismarkt 24                 |
| Vismarkt 24   | 19e eeuw                                       | Drielaags pand onder zadeldak met schildeinde, winkelpui samengevoegd met nr 22 | GM 103460  |                             |
| Vismarkt 26   | 1870                                           | Woonhuis in rijk versierde eclectische bouwstijl | RM 486656  | Vismarkt 24                 |
| Vismarkt 28   | 1870                                           | Bedrijfspand met bovenwoning in eclectische stijl | GM 103461  | Vismarkt 28                 |
| Vismarkt 30   | 17e eeuw                                       | Woonhuis in gebruik als winkel, smal onderkelderd voorhuis met steil zadeldak, smal achterhuis. De winkel heeft een houten winkelpui uit de 19e eeuw.                                                                                               | GM 103462  | Vismarkt 30                 |
| Vismarkt 32   | Oorsprong 13e/14e eeuw Huidige vorm sinds 1830 | Woonhuis, nu winkel met bovenwoning. Voorhuis met souterrain onder zadeldak, achterhuis met souterrain onder platdak | GM 103463  | Vismarkt 32                 |
| Vismarkt 33   | 1916                                           | Winkelpand, hoofdfiliaal De Gruyter, ontworpen door H.G. Welsing | GM 103452  | Vismarkt 33                 |
| Vismarkt 34   | 1911/12                                        | Bedrijfspand, oorspronkelijk expeditiekantoor Van Gend en Loos Ontworpen door P.M.A. Huurman | RM 486664  | Vismarkt 34                 |
| Vismarkt 35   | 14e eeuw (west) 16e eeuw (oost)                | Twee samengevoegde panden in 1931 Manufacturenwinkel, ontwerp A.Th. van Elmpt. | GM 103453  | Vismarkt 35                 |
| Vismarkt 36   | 1902                                           | Oorspronkelijk gebouwd als restaurant. In 1930 verbouwd in stijl Amsterdamse school. | GM 103464  |                             |
| Vismarkt 40   | Oorsprong 14e eeuw Voorgevel 18e eeuw          | | RM 18720   | Vismarkt 40                 |
| Vismarkt 41   | 1951                                           | Winkel van de firma Meijering, hoek Stoeldraaierstraat Ter vervanging van pand dat in april 1945 verloren was gegaan. | GM 103412  | Vismarkt 41                 |
| Vismarkt 42   | 16e eeuw                                       | Oorspronkelijk woonhuis, thans restaurant. | RM 18721   | Vismarkt 42                 |
| Vismarkt 44   | ws 16e eeuw                                    | Eenvoudig pand met verdieping, kroonlijst, onderkelderd In 2004 zware brandschade | RM 18722   | Vismarkt 44                 |
| Vismarkt 46   | ws 17e eeuw                                    | Eenvoudig pand met verdieping, kroonlijst | RM 18723   | Vismarkt 46                 |
| Vismarkt 48   |                                                | Woonhuis met natuurstenen voorgevel, interieur Jugendstil | RM 18724   | Vismarkt 48                 |
| Vismarkt 52   |                                                | Huize Maas | RM 18725   | Vismarkt 52                 |
| Vismarkt 54   | 1923/24                                        | Oorspronkelijk bankgebouw ontworpen door Kuiler & Drewes | RM 486673  | Vismarkt 54                 |
| Vismarkt 56   | Oorsprong 13e eeuw, meermaals verbouwd.        | Een van de eerste stenen huizen aan de Vismarkt, In achtergevel voorhuis restanten 13e/14e eeuw bakstenen bewaard | RM 18726   | Vismarkt 56                 |

Achter de Muur · 
Akerkhof · 
Akerkstraat · 
Broerstraat · 
Brugstraat ·
Bruine Ruiterstraat ·
Burchtstraat · 
Butjesstraat ·
Carolieweg ·
Coehoornsingel · 
Donkersgang · 
Driften · 
Emmaplein · 
Folkingestraat · 
Folkingedwarsstraat ·
Ganzevoortsingel · 
Gasthuisstraatje ·
Gedempte Kattendiep ·
Gedempte Zuiderdiep ·
Gelkingestraat ·
Grote Kromme Elleboog ·
Grote Markt ·
Guldenstraat ·
Guyotplein ·
Haddingestraat ·
Haddingedwarsstraat ·
Hardewikerstraat ·
Hereplein · 
Herebinnensingel ·
Heresingel ·
Herestraat ·
Hoekstraat ·
Hofstraat ·
Hoge der A ·
Hoogstraatje ·
Jacobijnerstraat ·
Kleine der A ·
Kattenhage ·
Kleine Kromme Elleboog ·
't Klooster ·
Kostersgang ·
Koude Gat ·
Kreupelstraat ·
Kwinkenplein ·
De Laan ·
Lage der A ·
Lopende Diep ·
Lutkenieuwstraat ·
Marktstraat ·
Martinikerkhof ·
Munnekeholm ·
Muurstraat ·
Naberstraat ·
Nieuwe Boteringestraat ·
Nieuwe Ebbingestraat ·
Nieuwe Kerkhof ·
Nieuwe Kijk in 't Jatstraat ·
Nieuwe Markt ·
Nieuwstad ·
Noorderhaven ·
Oosterstraat ·
Ossenmarkt ·
Oude Boteringestraat ·
Oude Ebbingestraat ·
Oude Kijk in 't Jatstraat ·
Papengang ·
Pausgang · 
Pelsterstraat ·
Peperstraat ·
Poelestraat ·
Praediniussingel ·
Rademarkt ·
Radesingel ·
Reitemakersrijge ·
Rode Weeshuisstraat ·
Schoolstraat · 
Schoolholm · 
Schuitemakersstraat ·
Schuitendiep · 
Sieboldsgang · 
Singelstraat · 
Sint Jansstraat ·
Sint Walburgstraat ·
Spilsluizen ·
Stationsstraat ·
Steentilstraat ·
Stoeldraaierstraat · 
Torenstraat · 
Turfstraat ·
Turfsingel ·
Turftorenstraat ·
Ubbo Emmiussingel ·
Vismarkt ·
Visserstraat ·
Waagstraat ·
Zoutstraat ·
Zwanestraat